# Linia kolejowa nr 830
Linia kolejowa 830 – jednotorowa, zelektryfikowana linia kolejowa znaczenia miejscowego, łącząca rejony ŁOA, ŁOB i ŁOC stacji Łódź Olechów.